# Presidente Venceslau
Presidente Venceslau es un municipio brasileño del estado de São Paulo. Pertenece a la Región Geográfica Inmediata de Presidente Epitácio-Presidente Venceslau y a la Región Geográfica Intermedia de Presidente Prudente, y está ubicada a una distancia de 610 kilómetros de São Paulo, la capital del estado. Ocupa una superficie de 755.010 km² y su población total es de 89.275 habitantes, según el censo demográfico realizado por el Instituto Brasileño de Geografía y Estadística en 2012, lo que lo convierte en el 162.º municipio más poblado del estado en 2010. Se encuentra a 1002 km de Brasilia, la capital federal.
La sede tiene una temperatura media anual de 22,7 °C y en la vegetación del municipio predomina una formación arbórea escasa. El municipio de Presidente Venceslau se emancipó de Presidente Prudente en la década de 1920. Fue nombrado en honor a Venceslau Brás, presidente de Brasil entre 1914 y 1918.

## Demografía
La población de la ciudad es de 89.275 habitantes según el censo de 2012 del IBGE. Según el Instituto Brasileño de Geografía y Estadística, la población total del municipio era de 86 016 habitantes (2010), siendo el 162.º más poblado del estado, con una densidad de población de 50,22 hab./km². Según el censo de 2010 32 014 habitantes eran hombres y 32 943 habitantes eran mujeres. También según el mismo censo, 61 973 habitantes vivían en zonas urbanas y 17 644 en zonas rurales.
El Índice de Desarrollo Humano del Municipio es considerado alto por Programa de las Naciones Unidas para el Desarrollo (PNUD). En 2000, su valor era de 0,818, ocupando el puesto 73 en todo el estado de São Paulo. Su índice de educación fue de 0,893, su índice de longevidad fue de 0,805 y su 0,757. El ingreso per cápita es de 23 618,26 reales.
El coeficiente de Gini, que mide la desigualdad social, es de 0,46, siendo 1,00 el peor número y 0,00 el mejor. La incidencia de la pobreza, medida por el IBGE, es del 20,59%, el límite inferior de la incidencia de la pobreza es del 14,39%, el 26,79 superior del 26,79% y el subjetivo del 16,29%.
Además de la variedad cultural en Presidente Venceslau, son varias las manifestaciones religiosas presentes en la ciudad. Si bien se desarrolló sobre una matriz social eminentemente católica, actualmente es posible encontrar en la ciudad decenas de diferentes denominaciones protestantes (pentecostales y neopentecostales). Según datos del censo de 2000, realizado por el Instituto Brasileño de Geografía y Estadística, la población de Presidente Venceslau está compuesta por: católicos (76,1%), evangélicos (15,39%), sin religión (4,31%), espiritistas (1,3%) y los demás se reparten entre otras religiones.